# Korona Kielce
Maillots
Actualités
Le Korona Kielce (prononciation : [kɔˈrɔna ˈkʲɛltsɛ]), est un club de football polonais de la ville de Kielce, jouant actuellement l'édition 2013-2014 du championnat de Pologne de première division. Korona signifie « couronne », c'est le symbole du club et de la ville ; Kielce est le nom de la ville où est installé le club. Entre 2002 et 2008, le club a appartenu à la holding polonaise Kolporter Holding et où le club a connu ses plus grands succès. En 2005, l'équipe accède à la première division du championnat de Pologne. Lors de la saison 2006-2007, le club joue la finale de la coupe de Pologne. En raison de corruption présumée après la saison 2007-2008, le Korona Kielce est relégué en I liga, mais il retrouve la Ekstraklasa la saison suivante.

## Historique
Le club est fondé le 10 juillet 1973 après l'union de deux clubs Kielce-Iskra Kielce et SHL. Ce nouveau club obtient sa première promotion dans la deuxième division polonaise en 1975. Malheureusement, l'équipe est rapidement reléguée à la division inférieure. Il faut attendre en 1982 pour que le Korona accède à nouveau à la deuxième division polonaise. Toutefois, le club est de nouveau relégué en 1990. En 1996, plusieurs changements sont faits au club. Nida Gips de Gacki devient le nouveau sponsor et le club change de nom pour devenir le Miejski Klub Sportowy Sekcja Futbolowa Korona. Au cours de la saison 1998-1999, le Korona joue une nouvelle fois en deuxième division polonaise, mais il est de nouveau relégué à la fin de la saison. En 2000, le Korona réalise une nouvelle fusion avec un autre club le Błękitni Kielce et est renommé Kielecki Klub Piłkarski Korona.

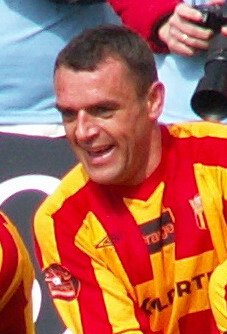
Grzegorz Piechna

En 2002, l'âge d'or du Korona Kielce commence. Kolporter devient le nouveau sponsor, Krzysztof Klicki le nouveau président, et le nom du club change une nouvelle fois pour devenir le Kielecki Klub Piłkarski Kolporter Korona. En 2003, l'équipe est une nouvelle fois renommée, pour devenir le Sportowa Spólka Akcyjna Kolporter Korona. À partir de cette date, l'objectif est simple pour le club : devenir la meilleure équipe de football polonaise. Le rêve commence à devenir une réalité en 2005, lorsque le Korona Kielce, le 31 mai 2005, à trois journées de la fin de la saison de deuxième division, le Korona Kielce assure pour la première fois de son histoire son accession à la première ligue polonaise (Ekstraklasa) en battant le GKS Bełchatów deux buts à un (but de la victoire signé Dariusz Kozubek).
Le premier match du Korona Kielce en Ekstraklasa contre le Cracovia se finit sur le score final de 0 à 0. Le club termine à la cinquième place du championnat de la saison 2005-2006. Avant le début de la saison de 2006-2007, lors d'une réunion avec les supporters, le président annonce que le club va revenir à l'utilisation de son blason historique. La deuxième saison du Korona Kielce en Ekstraklasa commence de la meilleure des manières avec une victoire contre l'Arka Gdynia (3-0). Le 20 septembre 2006 est une date importante pour l'histoire du club, car après la victoire contre l'Odra Wodzisław Śląski, le club accède à la première place du championnat pour la première fois de son histoire, même s'il termine la saison 2006-2007 à la septième place. La troisième saison dans l'élite et la dernière du club puisque ce dernier est relégué, malgré sa sixième place, pour corruption présumée. En août 2008, Krzysztof Klicki vend le club à la ville de Kielce pour une somme symbolique.
Le 14 juillet 2009, le Korona Kielce est de nouveau promu en Ekstraklasa.

## Palmarès
- Coupe de Pologne :
  - Finaliste (1) : 2007

## Personnalités du club

### Joueurs emblématiques
Parmi les joueurs ayant évolué au club, on trouve :
- Andrius Skerla
- Paweł Golański
- Jacek Kiełb
- Wojciech Kowalewski
- Andrzej Niedzielan
- Grzegorz Piechna
- Piotr Świerczewski
- Łukasz Załuska
- Pape Djibril Diaw

### Entraîneurs
- Zbigniew Pawlak (1973)
- Bogumił Gozdur (1973–1977)
- Zbigniew Lepczyk (1978)
- Marian Szczechowicz (1979)
- Wojciech Niedźwiedzki (1979–80)
- Antoni Hermanowicz (1980–1983)
- Józef Golla (1983–1984)
- Czesław Palik (1er juillet 1984 – 30 juin 1985)
- Czesław Fudalej (1985)
- Witold Sokołowski (1986)
- Antoni Hermanowicz (1986)
- Bogumił Gozdur (1986)
- Antoni Hermanowicz (1987–1988)
- Czesław Palik (1er juillet 1988 - 31 décembre 1991)
- Volodymyr Bulgakov (1992)
- Marian Puchalski (1993)
- Antoni Hermanowicz (1993)
- Marek Parzyszek (1994)
- Czesław Palik (1er juillet 1994 – 30 juin 1996)
- Włodzimierz Gąsior (1er juillet 1996 – 30 juin 1999)
- Stanisław Gielarek (1999)
- Antoni Hermanowicz (2000)
- Jacek Zieliński (1er juillet 2000 –20 décembre 2000)
- Czesław Palik (1er janvier 2001 – 30 juin 2001)
- Robert Orlowski (1er juillet 2001 – 2002)
- Tomasz Muchiński (2002 – 23 septembre 2002)
- Dariusz Wdowczyk (23 septembre 2002 – 12 décembre 2004)
- Ryszard Wieczorek (13 décembre 2004 – 7 mai 2007)
- Arkadiusz Kaliszan (intérim) (7 mai 2007 – 15 juin 2007)
- Jacek Zieliński (1er juillet 2007 – 17 mai 2008)
- Włodzimierz Gąsior (3 juin 2008 – 4 mai 2009)
- Marek Motyka (18 mai 2009 – 23 novembre 2009)
- Marcin Gawron (intérim) (24 novembre 2009 – 29 novembre 2009)
- Marcin Sasal (29 novembre 2009 – 12 mai 2011)
- Włodzimierz Gąsior (intérim) (12 mai 2011 – 9 juin 2011)
- Leszek Ojrzyński (1er juillet 2011 – 5 août 2013)
- Slawomir Grzesik (intérim) (5 août 2013 – 13 août 2013)
- Pacheta (13 août 2013 – Juin 2014)
- Ryszard Tarasiewicz (17 juin 2014 – (10 juin 2015)
- Marcin Brosz ((25 juin 2015 – (30 juin 2016)
- Tomasz Wilman (30 juin – 10 novembre 2016)
- Maciej Bartoszek (10 novembre 2016 – 30 juin 2017)
- Gino Lettieri (1er juillet 2017 – 31 août 2019
- Mirosław Smyła (16 septembre 2019 - 6 mars 2020)
- Maciej Bartoszek (6 mars 2020 - 15 avril 2021)
- Dominik Nowak (16 avril – 29 novembre 2021)
- Leszek Ojrzyński (17 décembre 2021 – 29 octobre 2022)
- Kamil Kuzera (29 octobre 2022 – 31 juillet 2024)
- Jacek Zieliński (depuis 8 août 2024)

## Stade

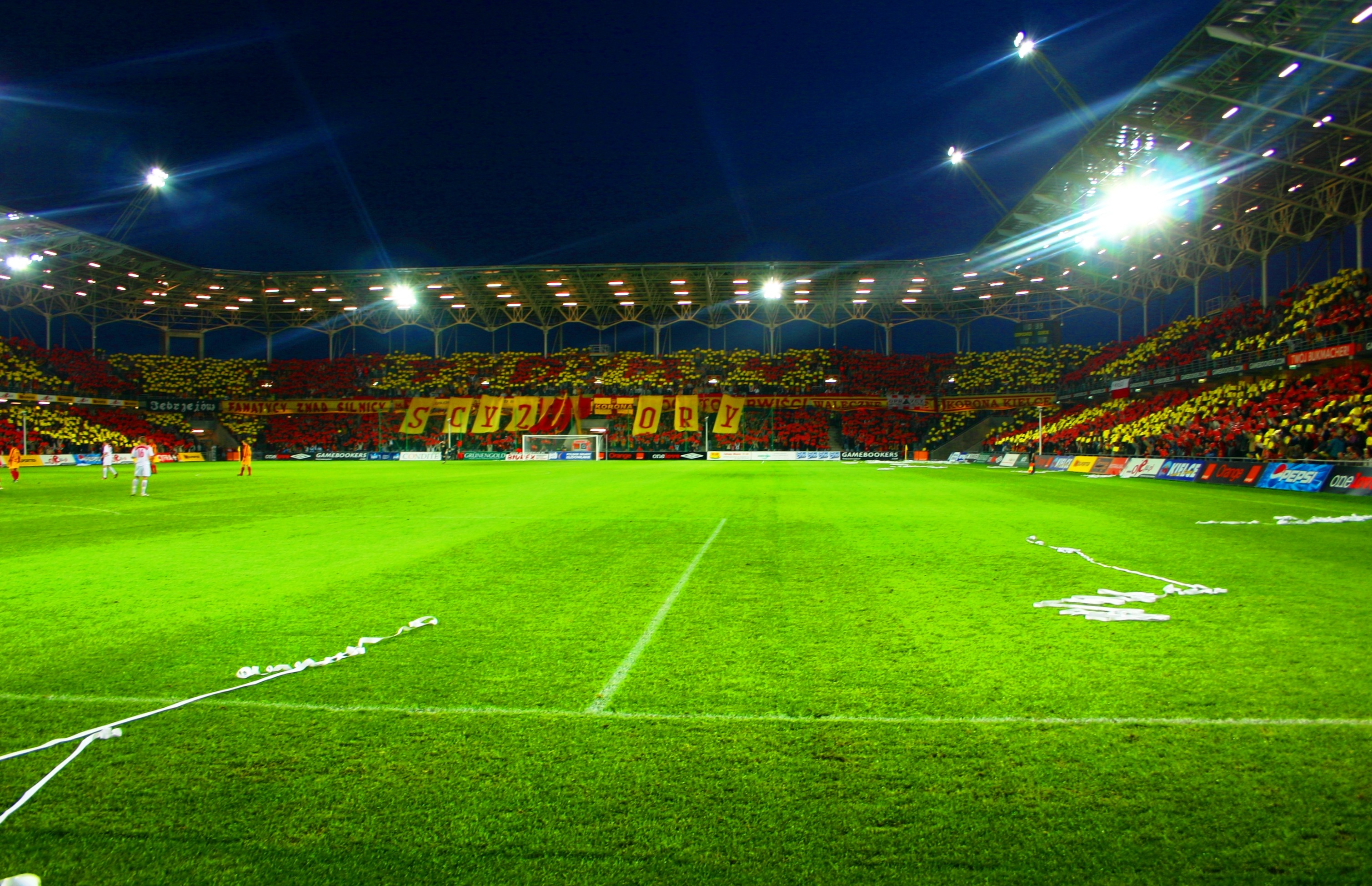
Le Kolporter Arena, le soir d'un match du Korona Kielce.

À la suite des victoires du Korona Kielce, et aux déclarations du propriétaire du club, Krzysztof Klicki, que le club jouerait en première division et prochainement les coupes européennes, les autorités municipales de la ville de Kielce ont approuvé la construction d'un nouveau stade. Malheureusement le stade, une fois terminée, s'est révélé être trop petit. Le club a donc été contraint de jouer en première division polonaise dans son vieux stade, afin de permettre des travaux d'agrandissement dans le nouveau stade.
Dix-huit mois après le début du projet de construction, les clés du nouveau stade sont officiellement remises au club. Le premier match de championnat est officiellement joué le 1er avril 2006 contre le Zagłębie Lubin.
Le stade de Kielce, même s'il se trouve sur le même site que le précédent stade, est une installation entièrement nouvelle, construite selon les recommandations de l'UEFA et des dernières idées en matière de conception moderne. C'est pourquoi, il diffère de la plupart des autres stades de football en Pologne qui ont été construits à l'époque communiste et qui ont seulement été légèrement modernisés pour répondre aux normes minimales de l'UEFA.
Le stade peut accueillir jusqu'à 15 500 personnes, mais en réalité en raison de la réglementation polonaise, qui nécessite une zone tampon entre les fans locaux et la section de visiteurs, les matchs de championnat ne peuvent accueillir que 13 823 supporters du Korona et 777 supporters visiteurs. Cependant, une fois le stade a atteint sa pleine capacité lors d'un match de championnat, lorsqu’au cours de la saison 2006-2007 les supporters du Legia Varsovie furent interdits d'entrée dans le stade.
Les dimensions du terrain sont 105 sur 68 mètres. La pelouse est chauffée et pourvue d'arroseurs automatiques pour arroser la pelouse les jours où il n'y a pas de match. Le stade dispose d'un système complet de télésurveillance, qui est un modèle du genre dans le championnat polonais. La Fédération polonaise de football considère ce stade comme apte pour accueillir des compétitions internationales.
Depuis 2006, quand le stade est devenu le plus moderne de Pologne, il obtenait souvent les meilleures notes pour la qualité de ses services par la ligue polonaise, même si la qualité de ces derniers a baissé  depuis la relégation du club à la fin de la saison de 2007-2008.

## Écusson
Un nouvel écusson du club a été introduit en 2002, ce qui a déçu de nombreux supporters à cause de la suppression de la couronne noire qui était très appréciée.
Peu avant le début de la saison 2006-2007, lors d'une réunion d'équipe, le président du club annonce que le club revient à son écusson historique en remettant à nouveau la couronne noire sur ce dernier. C'est encore aujourd'hui, l'écusson officiel du club.

## Supporters

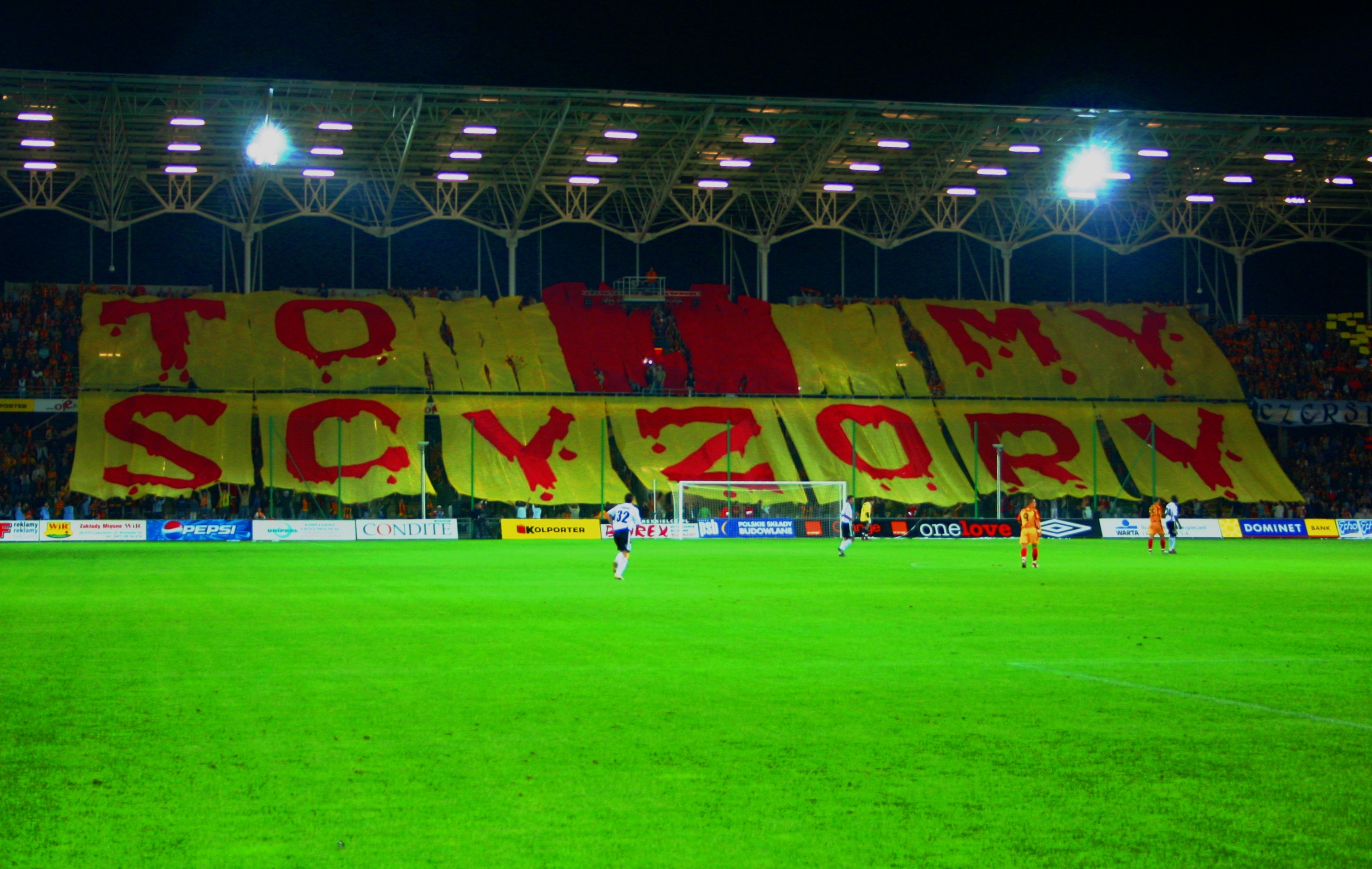
Supporters du Korona Kielce le 23 septembre 2006.

Les supporters du Korona Kielce sont parmi les plus dynamiques de la Ekstraklasa et ont reçu de nombreux prix pour leurs animations au cours des matchs. Lors de la saison 2006-2007 au printemps, les supporters du Korona Kielce se sont vus attribués cinq récompenses en huit matchs pour leurs animations.
Le kop du club, appelé Młyn, est composé de 500 à 2 000 personnes.
Le 14 juin 2006, l'association des supporters Stowarzyszenie Kibiców Korony Kielce « Złocisto-Krwiści » est officiellement créée. Cette association rassemble les représentants de différents groupes de supporters du Korona Kielce.

## Annexe